# 1982 في الأردن
فيما يلي قوائم الأحداث التي وقعت خلال عام 1982 في الأردن.